# Lansoprazole
Lansoprazole, được bán dưới tên thương hiệu Prevacid và các thương hiệu khác, là một loại thuốc làm giảm axit dạ dày. Nó được sử dụng để điều trị bệnh loét dạ dày, bệnh trào ngược dạ dày thực quản và hội chứng Zollinger-Ellison. Hiệu quả tương tự như các thuốc ức chế bơm proton khác (PPIs). Nó được uống qua miệng. Khởi phát tác dụng trong khoảng thời gian hơn một vài giờ và hiệu ứng kéo dài đến một vài ngày.
Các tác dụng phụ thường gặp bao gồm táo bón, đau bụng và buồn nôn. Tác dụng phụ nghiêm trọng có thể bao gồm loãng xương, magiê máu thấp, nhiễm trùng <i id="mwFQ">Clostridium difficile</i> và viêm phổi. Sử dụng trong thai kỳ và cho con bú là không an toàn. Nó hoạt động bằng cách ngăn chặn H <sup id="mwGg">+</sup> / K <sup id="mwGw">+</sup> -ATPase trong các tế bào thành phần của dạ dày.
Lansoprazole được cấp bằng sáng chế vào năm 1984 và được đưa vào sử dụng y tế vào năm 1992. Nó có sẵn như là một loại thuốc gốc. Một tháng cung cấp tại Vương quốc Anh chi phí NHS ít hơn £ 5 Tính đến  năm 2019. Tại Hoa Kỳ, chi phí bán buôn của số thuốc này là khoảng 5,40 USD tính đến năm 2019. Năm 2016, đây là loại thuốc được kê đơn nhiều thứ 141 tại Hoa Kỳ với hơn 4 triệu đơn thuốc.

## Sử dụng trong y tế
Lansoprazole được sử dụng để điều trị:
- Loét dạ dày và tá tràng, và loét do NSAID
- Nhiễm vi khuẩn Helicobacter pylori, bên cạnh kháng sinh (điều trị bổ trợ), điều trị để tiêu diệt H. pylori gây loét hoặc các vấn đề khác liên quan đến việc sử dụng hai loại thuốc khác ngoài lansoprazole được gọi là " liệu pháp ba ", và liên quan đến việc uống hai lần mỗi ngày trong 10 hoặc 14 ngày lansoprazole, amoxicillin, và clarithromycin
- Bệnh trào ngược dạ dày thực quản
- Hội chứng Zollinger-Ellison [8]

Không có bằng chứng rõ ràng cho thấy nó hoạt động tốt hơn các PPI khác.